# Barry Ryan
Barry Ryan, ursprungligen Barry Sapherson, född 24 oktober 1948 i Leeds, West Yorkshire, död 28 september 2021, var en brittisk sångare. Han är son till sångerskan Marion Ryan (4 februari 1931 – 15 januari 1999). Barry Ryan började redan som ung att tillsammans med sin tvillingbror, Paul Ryan, uppträda och släppa musik på skiva. Han var mycket populär i sitt hemland och i Tyskland, men slog aldrig i USA. Hans mest kända hit är "Eloise" från 1968, skriven av brodern Paul, och som låg tvåa på den brittiska försäljningslistan. Den låten var den enda som tog sig in på amerikanska billboardlistan och likaså hans enda placering på svenska Tio i topp-listan; han låg dock endast en vecka (på tionde plats) där.
På senare tid verkade Barry Ryan som fotograf, och fick Hasselblad Masters Award 2007.

## Diskografi
Singlar
- 1968 – "Goodbye"
- 1968 – "Eloise"
- 1968 – "Love Is Love"
- 1969 – "The Colour of My Love"
- 1969 – "The Hunt"
- 1970 – "Magical Spiel"
- 1970 – "Kitsch"
- 1970 – "We Did It Together"
- 1971 – "It Is Written"
- 1971 – "Red Man"
- 1971 – "Zeit macht nur vor dem Teufel halt"
- 1971 – "Can't Let You Go"
- 1972 – "Sanctus, Sanctus Hallelujah" (tysk version)
- 1972 – "From My Head to My Toe"
- 1972 – "Sanctus, Sanctus Hallelujah" (engelsk version)
- 1972 – "I'm Sorry Susan"
- 1975 – "Do That"
- 1975 – "Matayo"
- 1976 – "Judy"
- 1976 – "Where Were You"
- 1977 – "Brother"
- 1989 – "Turn Away"
- 1989 – "Light in Your Heart"